# Борисовская швейная фабрика
Борисовская швейная фабрика (бел. Барысаўская швейная фабрыка) — белорусское предприятие лёгкой промышленности, располагавшееся в городе Борисове Минской области в 1963—2020 годах. По состоянию на 2021 год находится в стадии ликвидации из-за банкротства.

## История
В 1963 году в Борисове был основан филиал Минской швейной фабрики им. Н. К. Крупской. В 1990 году филиал стал самостоятельной швейной фабрикой в форме арендного предприятия, в 1992 году преобразован в народное предприятие, в 1997 году — в открытое акционерное общество. 93% акций принадлежало государству. Фабрика специализировалась на производстве верхней одежды, одежды для строительных и дорожных работ, обмундирования для военнослужащих. По состоянию на 2005 год фабрика имела раскройно-подготовительный и 2 швейных цеха, экспериментальный участок и вспомогательные службы.
В конце 2000-х годов экономическое положение фабрики осложнилось. В 2008 году Указом Президента Республики Беларусь от 19 мая 2008 г. № 282 фабрике был выдан кредит, а в 2011 году весь государственный пакет акций швейной фабрики (93%) выставлялся на торги с целью погашения кредитной задолженности. Покупателей на акции фабрики не нашлось. 6 августа 2020 года экономический суд Минской области признал фабрику  банкротом и начал ликвидационное производство. 4 февраля 2021 года срок ликвидационного производства был продлён.